# フランス・ドイツ間の国際列車

フランス・ドイツ間の国際列車の主要経路。
赤 : ベルギー経由
緑 : ザールブリュッケン経由
青 : ストラスブール経由

フランス・ドイツ間の国際列車は、主としてフランスの首都パリとドイツ各地を結んでいる。その経路は主に以下の3通りがある。
- パリからベルギー南部を経由しケルンなどドイツ北西部に至る。かつては夜行列車の北急行や昼行列車のパリ・ルール（後にモリエールと改名）、パルジファル、ギュスターヴ・エッフェルなどの運行されていた経路であり、1997年以降はタリスがパリとケルンを結んでいる。
- パリからザールブリュッケンを経由しフランクフルト・アム・マインなどに至る。かつてはパリ - フランクフルト間で昼行列車ゲーテなどが運行されており、2007年以降はICEに置き換えられている。また2008年以降は唯一夜行列車の走る経路となっている。
- パリまたはフランス南部からストラスブールを経由しシュトゥットガルト、ミュンヘンなどドイツ南部に至る。かつては夜行列車オリエント急行や昼行列車のモーツァルトなどがこの経路を走っていた。2007年以降はTGVがパリ - シュトゥットガルト、ミュンヘン間を結んでいる。

このほか、国境付近では短距離の国際列車も数系統存在する。

## 経路

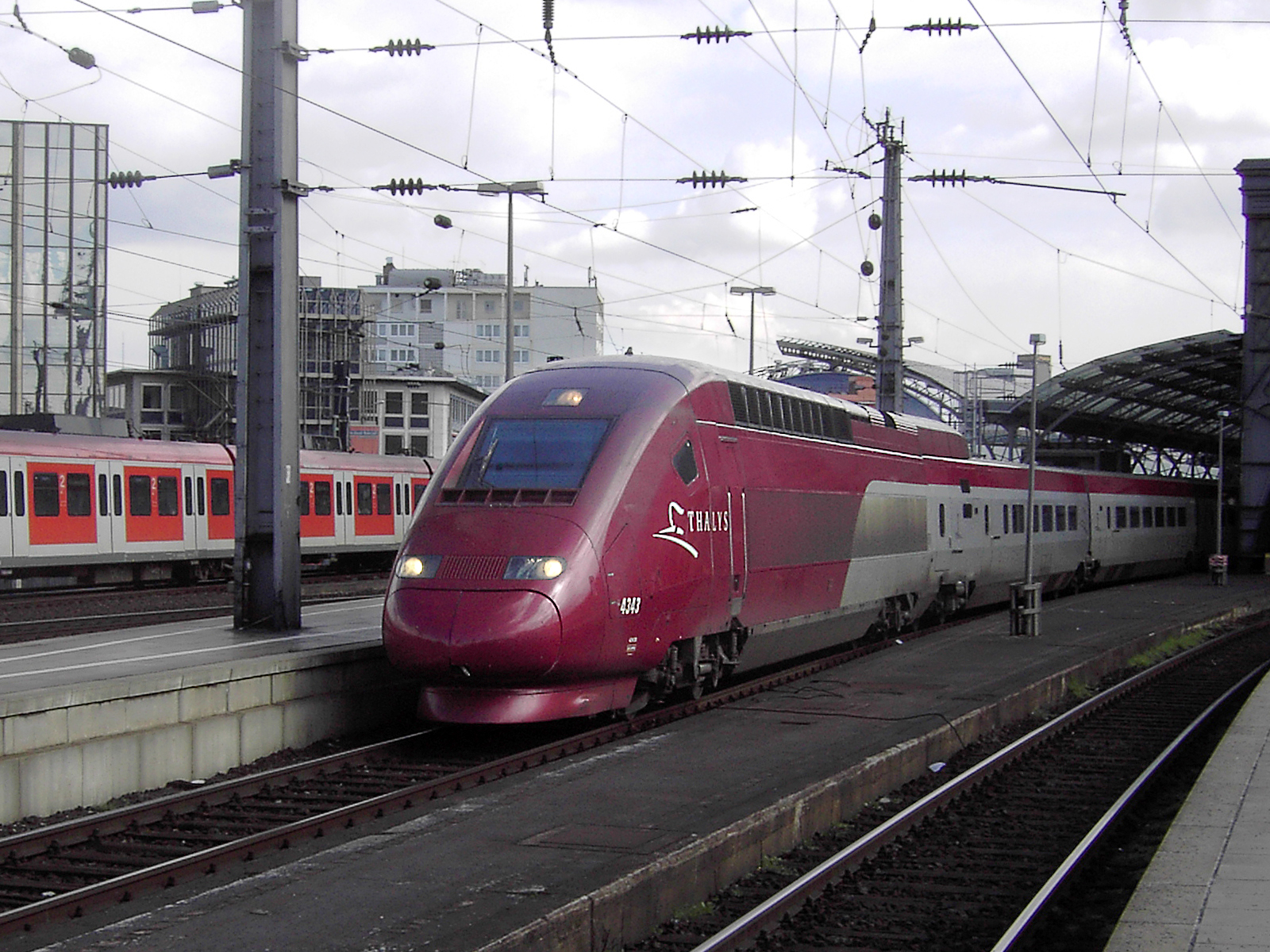
タリス（ケルン中央駅）

### ベルギー経由
パリにおける起点はパリ北駅である。在来線経由の場合、ここからコンピエーニュ、サン＝カンタン等を経由し、ベルギーとの国境の手前でブリュッセル方面への路線と別れる。ベルギー国内ではシャルルロワ、ナミュールなどを経由し、リエージュのリエージュ＝ギユマン駅でブリュッセル - ケルン間の幹線と合流する。リエージュ＝ギユマン駅では方向転換が必要となる。ベルギー・ドイツ国境を越えた後アーヘンを経由し、ドイツ北西部の鉄道網の結節点であるケルンに至る。
このほか遠回りではあるがブリュッセル経由の列車も存在した。1997年以降のフランス・ドイツ間のタリスはすべてブリュッセル経由であり、2009年12月ダイヤ改正以降は以下の高速線を走行している。
- LGV北線（フランス）
- ベルギー高速鉄道1号線
- ベルギー高速鉄道2号線
- ベルギー高速鉄道3号線
- ケルン-アーヘン高速線（ドイツ）

ケルンから先、ドルトムントなどルール地方へ、さらにハンブルク、ハノーファー、ベルリンなどドイツ北部、東部の各地やポーランド、ロシアなどへ直通する列車も存在した。

### ザールブリュッケン経由

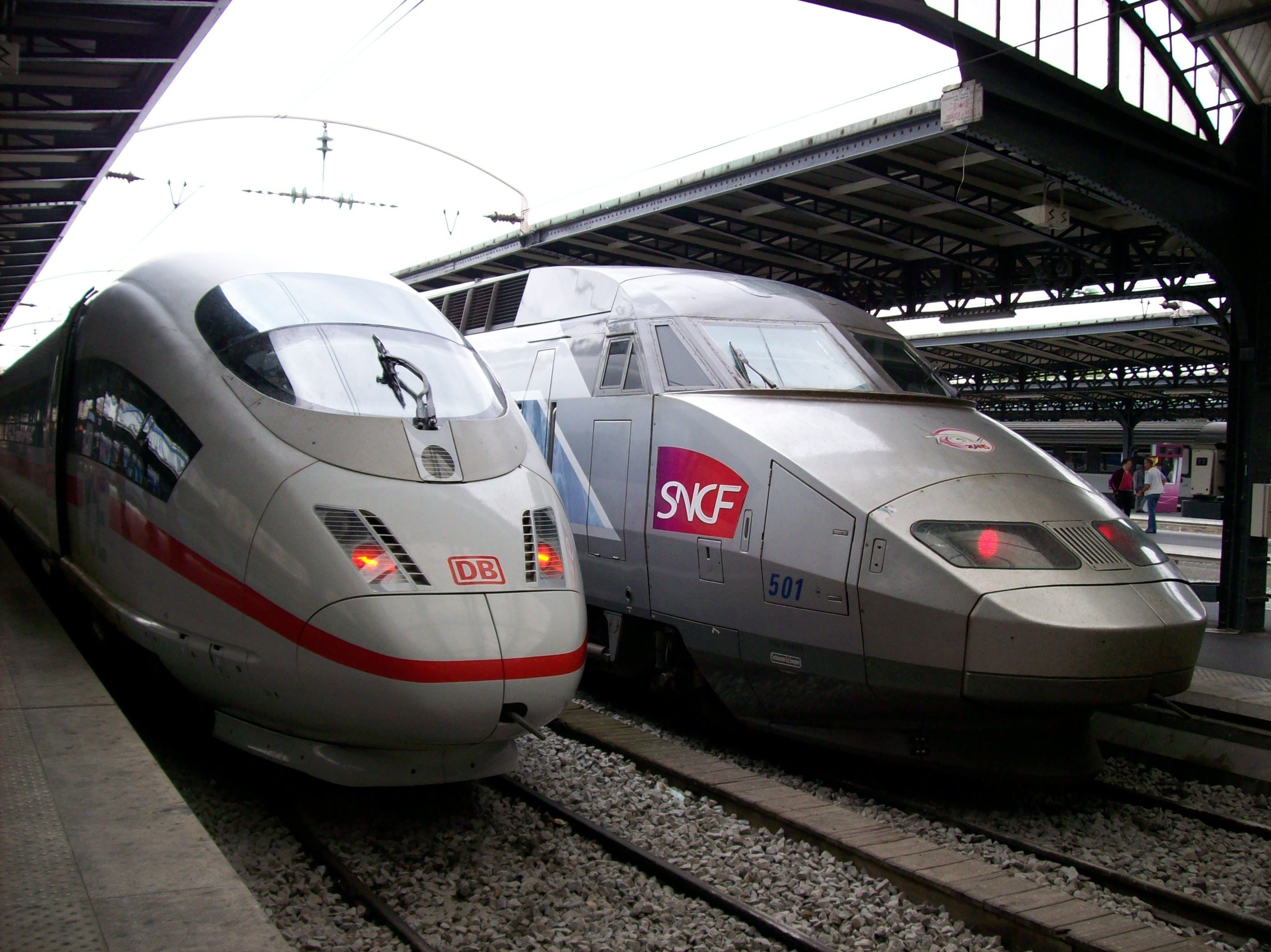
パリ東駅に停車するICE（左）とTGV（右）

パリにおける発着駅はパリ東駅である。在来線経由の場合、ムーズ県のレルヴィル (Lérouville) でストラスブール方面への路線から分岐し、メス付近を通過する。メス・ヴィル駅に停車する場合は同駅で方向転換が必要となる。フォルバック (Forbach) とザールブリュッケンの間で国境を越え、ここからカイザースラウテルン、マンハイムなどを経由してフランクフルト・アム・マインに至る。
フランス国内においてはLGV東ヨーロッパ線が開業しており、メスの東で在来線経由の経路と合流する。またドイツ国内の区間はABS ザールブリュッケン - ルートヴィヒスハーフェンとして高速化されている。

### ストラスブール経由
パリにおける発着駅はパリ東駅である。ここからナンシーを経由してストラスブールまでの在来線はフランス国鉄の国内幹線の一つである。ストラスブールとケールの間で国境のライン川を渡る。アッペンヴァイアー (Appenweier) でライン右岸の南北幹線と合流し、北へ向きを転じてバーデン＝バーデン、カールスルーエに至る。さらに東へ向かうとシュトゥットガルト、ミュンヘンなどに至る。ミュンヘンから先、オーストリアのザルツブルクやウィーンまで直通していた列車も存在する。オリエント急行はさらに東ヨーロッパまで直通していた。
フランス国内ではLGV東ヨーロッパ線、ドイツ国内ではABS/NBS カールスルーエ - バーゼルおよびNBS マンハイム - シュトゥットガルトとして高速化されている。

## 歴史

### 19世紀 - 第一次大戦前
パリ - ケルン間をベルギー経由で結ぶ鉄道が全通したのは1846年であるが、当時は後の主要経路より遠回りのルートを通っており、途中で乗り換えが必要だった。1865年までに南ベルギー経由の経路が開通した。フォルバックとザールブリュッケンの間で国境を越える路線は1852年に、ストラスブール - ケール間の国境の鉄橋は1861年に開通した。
普仏戦争の後、エルザス＝ロートリンゲン（アルザス＝ロレーヌ）はドイツ帝国領となり、パリ - シュトラースブルク（ストラスブール）間ではアヴリクール (Avricourt) が、パリ - ザールブリュッケン間ではパニー＝シュル＝モセル (Pagny-sur-Moselle) が新たな国境駅となった。
1872年には国際寝台車会社がパリ - ケルン間やパリ - ウィーン間（シュトラースブルク、ミュンヘン経由）で直通寝台車の運行を開始し、1876年までにパリ - フランクフルト・アム・マイン間でも寝台車を直通させた。1883年には東ヨーロッパまで直通するオリエント急行が運行を始め、さらに1896年には同社の北急行 (Nord Express) がパリ - サンクトペテルブルク間をケルン、ハノーファー、ベルリン、ケーニヒスベルク（現ロシア領カリーニングラード）経由で結んだ。

### 戦間期
第一次世界大戦後、1920年にはオリエント急行がパリ - ウィーン間で復活した。その後ルール問題のために一時迂回運転を強いられたものの、1924年以降はストラスブール、ミュンヘン経由の経路で安定して運行された。また北急行はパリ - リガ（ラトビア）間の列車としてケルン、ベルリン経由で運行された。
これら国際寝台車会社の長距離列車のほか、たとえばベルギー経由の経路ではパリとケルン、ベルリン、ハンブルクなどを結ぶ列車が運行されていた。

### 第二次大戦後
1954年夏のダイヤ改正で、パリ - ドルトムント間をベルギー経由で結ぶ気動車列車のパリ・ルールが運行を開始した。
また同改正ではストラスブール - ザルツブルク間をシュトゥットガルト、ミュンヘン経由で結ぶ列車モーツァルト(Mozart)が登場した。この列車は西ドイツ国鉄のET11型電車が用いられたが、当時非電化であったストラスブール - ミュールアッカー（Mühlacker, カールスルーエとシュトゥットガルトの中間）間では蒸気機関車が電車を牽引した。ただしこの方法では暖房が使えないため、同年冬のダイヤ改正からは客車列車となった。その後モーツァルトは1961年にパリ - ザルツブルク間、1965年にはパリ - ウィーン間と延長されている。
ザールブリュッケン経由の経路では、1952年にバル＝ル＝デュック - フランクフルト・アム・マイン間の列車が運行を開始し、バル＝ル＝デュックでパリ - ストラスブール間の列車と接続した。その後1961年にはパリ - フランクフルト間の直通気動車列車が登場している。

### TEE
1957年夏のTEE発足と同時に、パリ・ルールはパリ - ドルトムント間のTEEとなった。さらに同年冬には同区間にもう一往復のTEEが設定され、パルジファルと命名された。その後パルジファルはパリ - ハンブルク間に延長され、一方のパリ・ルールはパリ - ケルン間に短縮されてモリエールと改名された。1979年には両列車ともTEEではなくなった。
パリ - フランクフルト間では1970年にTEEゲーテ(Goethe)が設定されたが、5年後の1975年に廃止され、以後は無名の急行列車のみが両都市を結んだ。
ストラスブール - ケール間で国境を越えたTEEは1980年から1983年まで運行されていたアルベルト・シュバイツァー（Albert Schweitzer, ドルトムント - ストラスブール）のみである。モーツァルトなど国境からパリ方面やミュンヘン方面へ向かう列車がTEEになることは一度もなかった。

### インターシティ・ユーロシティ
1980年、国際列車に対してもインターシティの種別名が用いられるようになったのと同時に、パリ - ケルン間のモリエールはインターシティとなった。1983年にモリエールは一旦インターシティでなくなり、代わってパルジファルがインターシティとなったが、1985年からは両列車ともインターシティとなった。
さらに1981年にはパリ - ケルン間をブリュッセルを経由して結ぶインターシティが設定された。この列車は1985年にディアマント (Diamant) と命名された。
パリ - フランクフルト間では1981年に急行列車一往復がインターシティに格上げされ、1984年にはさらに一往復がインターシティとなった。1985年夏、これらはそれぞれヴェルレーヌ (Verlaine) およびゲーテと命名されたが、ヴェルレーヌは半年後にヴィクトル・ユーゴー (Victor Hugo) と改名された。
1987年夏のユーロシティ(EC)発足時には、フランス・ドイツ間では以下の列車がユーロシティとされた。
| 列車番号 | 列車名                   | 区間                            | 備考                                     |
| -------- | ------------------------ | ------------------------------- | ---------------------------------------- |
| EC 41/40 | モリエール               | パリ北駅 - ドルトムント中央駅   |                                          |
| EC 43/42 | ギュスターヴ・エッフェル | パリ北駅 - ケルン中央駅         | ブリュッセル経由。ディアマントから改称。 |
| EC 45/44 | パルジファル             | パリ北駅 - ケルン中央駅         |                                          |
| EC 53/52 | ヴィクトル・ユーゴー     | パリ東駅 - フランクフルト中央駅 |                                          |
| EC 57/56 | ゲーテ                   | パリ東駅 - フランクフルト中央駅 |                                          |

ギュスターヴ・エッフェルは1993年にジャック・ブレル (Jacques Brel) と改名された。1997年のタリスのケルン乗り入れとともに、ベルギー経由のユーロシティ3往復は廃止された。
パリ - フランクフルト間のユーロシティは1989年に2往復増発されて4往復となったものの、1993年に1往復減らされて3往復となり、2007年のLGV東ヨーロッパ線開業時にICEで置き換えられて廃止された。なおゲーテは1997年から2000年までフランクフルトからライプツィヒ、ドレスデン経由プラハ（チェコ）まで延長されていた。
ストラスブール経由の列車は1989年までインターシティにもユーロシティにもなっていなかったが、同年夏のダイヤ改正からモーツァルトがパリ - ウィーン間のユーロシティとなり、さらにパリ - ミュンヘン間にユーロシティ モーリス・ラヴェル (Maurice Ravel) が設定された。1992年にはパリ - シュトゥットガルト間にユーロシティがさらに一往復設定され、マリー・キュリー (Marie Curie) と命名されたが、この列車は1996年に廃止された。
2002年冬のダイヤ改正でモーツァルトはフランスに乗り入れなくなり、ストラスブール経由のユーロシティは以下のように再編された。
- パリ - ミュンヘン : 2往復
- ストラスブール - ミュンヘン : 2往復
- ストラスブール - シュトゥットガルト : 1往復
- リヨン - シュトゥットガルト : 1往復

2004年にTGVがストラスブール - マルセイユ間（ストラスブール - リヨン間在来線経由）で運行を開始したのと引き替えに、リヨン発着のユーロシティは廃止された。そして2007年のLGV東ヨーロッパ線開業とともに、これらのユーロシティはストラスブール - ミュンヘン間を除いて廃止され、TGVに置き換えられた。

### 高速鉄道化
1997年に高速列車タリスがパリからブリュッセル経由でケルンまで乗り入れた。当初はブリュッセル - ケルン間は在来線経由であったが、この区間についても停車駅の近くを除いて順次高速新線経由に切り替えられた。なお1998年から2002年までタリスのうち1往復はデュッセルドルフ中央駅まで乗り入れていた。また2005年12月までケルンにおける起終点はケルン・メッセ/ドイツ駅であったが、以後はほぼケルン中央駅となっている。
2007年夏にLGV東ヨーロッパ線が開業し、同線経由のICEがパリ - フランクフルト間に3往復（ただしうち2往復はザールブリュッケンで乗り換え）、TGVがパリ - シュトゥットガルト間に3往復設定された。2007年冬にはパリ - フランクフルト間は5往復（乗り換えなし）に増発され、さらにパリ - ミュンヘン間のTGVが運行を開始した。

### 夜行列車の再編
第二次世界大戦後、パリ - コペンハーゲン間(ワルシャワ、モスクワへの直通客車を含む)の列車となっていた北急行は1985年にフランスへの乗り入れを中止した。代わってヴァイキング急行 (Viking Express) が夏期のみパリ - ストックホルム間を直通したが、この列車も1996年に廃止された。
2001年夏にはオリエント急行がパリ - ウィーン間に短縮されるとともに、種別をユーロナイトに変更した。同時にパリ - ハンブルク間の夜行列車がドイツ鉄道のナハトツーク (NachtZug) となり、2002年冬にはパリ - ベルリン間、パリ - ミュンヘン間の夜行列車もナハトツークとなった。
2007年夏、オリエント急行はストラスブール - ウィーン間に短縮され、ストラスブールでTGVと接続するようになった。またこのときパリ - フランクフルト間の夜行急行列車が廃止された。同年冬、ナハトツークはシティナイトラインと統合され、パリとハンブルク、ベルリン、ミュンヘンを結ぶ夜行列車3系統はシティナイトラインとなった。
2008年冬にはパリ - ハンブルク間のシティナイトラインが廃止され、パリ - ベルリン、パリ - ミュンヘン系統はパリ東駅発着、ザールブリュッケン経由となり、パリ - マンハイム間は併結して運行されるようになった。そして2009年12月にはオリエント急行が廃止された。

## 現況
2009年-10年冬ダイヤ（2009年12月改正）において、フランス・ドイツ間で運行されている長距離列車は以下の通り。
| 列車種別（列車名） | 列車種別（列車名）     | 区間                                               | 運行頻度          | 途中停車駅 |
| ------------------ | ---------------------- | -------------------------------------------------- | ----------------- | --- |
| タリス             | タリス                 | パリ北駅 - ケルン中央駅                            | 一日6往復（平日） | - ブリュッセル南駅 - リエージュ＝ギユマン駅 - アーヘン中央駅 |
| ICE, TGV           | ICE, TGV               | パリ東駅 - フランクフルト中央駅                    | 一日5往復（平日） | - フォルバック駅（一部） Forbach - ザールブリュッケン中央駅 Saarbrücken Hbf - カイザースラウテルン中央駅 - マンハイム中央駅                                         |
| シティナイトライン | ペルセウス(Perseus)    | パリ東駅 - ベルリン＝ズュートクロイツ駅            | 週4往復           | - メス・ヴィル駅 Metz-Ville - ザールブリュッケン中央駅 - ゲッティンゲン駅 Göttingen - ハノーファー中央駅 - ベルリン＝シュパンダウ駅 Berlin Spandau - ベルリン中央駅 |
| シティナイトライン | カシオペア(Cassiopeia) | パリ東駅 - ミュンヘン中央駅                        | 週4往復           | 下表参照 |
| TGV                | TGV                    | パリ東駅 - ミュンヘン中央駅                        | 一日1往復         | 下表参照 |
| TGV                | TGV                    | パリ東駅 - シュトゥットガルト中央駅(Stuttgart Hbf) | 一日3往復（平日） | 下表参照 |
| ユーロシティ       | ユーロシティ           | ストラスブール駅 - ミュンヘン中央駅                | 一日1往復         | 下表参照 |

1. ↑  パリ - マンハイム間は「カシオペア」と併結
2. 1 2  夏期は毎日運転
3. ↑  パリ - マンハイム間は「ペルセウス」と、シュトゥットガルト - ミュンヘン間はCNL「ポルックス(Pollux)」（アムステルダム - ミュンヘン）と併結
4. ↑  冬季はインスブルックまで延長
5. ↑  ミュンヘン発着列車を除く

| 駅                                                 | TGV | ユーロシティ EC361/360 | シティナイトライン カシオペア |
| -------------------------------------------------- | --- | ---------------------- | ----------------------------- |
| パリ東駅                                           | ●   |                        | ●                             |
| ストラスブール駅 Strasbourg                        | ●   | ●                      | ∥                             |
| ケール駅                                           | ｜  | ●                      | ∥                             |
| バーデン＝バーデン駅                               | ｜  | ●                      | ∥                             |
| カールスルーエ中央駅                               | ●   | ●                      | ∥                             |
| ブルッフザール駅 Bruchsal                          | ｜  | ●                      | ∥                             |
| シュトゥットガルト中央駅                           | ●   | ●                      | ●                             |
| プロヒンゲン駅 Plochingen                          | ｜  | ●                      | ●                             |
| ゲッピンゲン駅 Göppingen                           | ｜  | ●                      | ●                             |
| ガイスリンゲン（シュタイゲ）駅 Geislingen (Steige) | ｜  | ｜                     | ●                             |
| ウルム中央駅 Ulm Hbf                               | ●   | ●                      | ●                             |
| ギュンツブルク駅 Günzburg                          | ｜  | ｜                     | ●                             |
| アウクスブルク中央駅                               | ●   | ●                      | ●                             |
| ミュンヘン＝パージング駅 München-Pasing            | ｜  | ●                      | ｜                            |
| ミュンヘン中央駅                                   | ●   | ●                      | ●                             |

| ●    | ｜   | ∥        |
| ---- | ---- | -------- |
| 停車 | 通過 | 経由せず |

1. ↑  この間メス・ヴィル駅、ザールブリュッケン中央駅に停車。